# Souvrství Chuej-čchüan-pchu

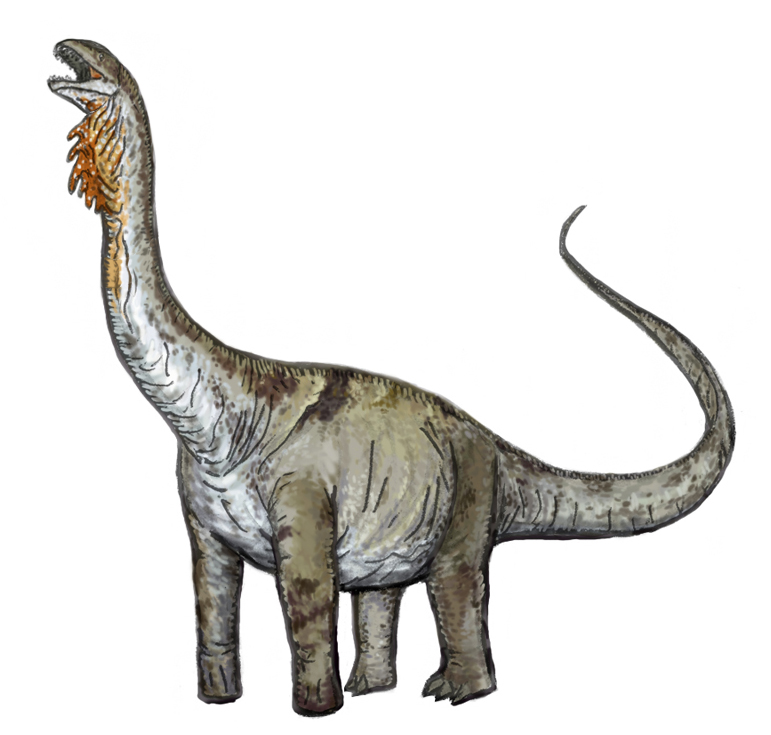
Huabeisaurus allocotus – jeden z několika dinosaurů, objevených v souvrství Chuej-čchüan-pchu

Souvrství Chuej-čchüan-pchu (čínsky pchin-jinem Huīquánpù Zǔ, znaky zjednodušené 灰泉堡组) je geologické souvrství, jehož výchozy se nacházejí na území severní části čínské provincie Šan-si a částečně i provincie Che-pej. Mocnost vrstev činí až kolem 200 metrů, hlavním typem sedimentu jsou jílovce a slepence.

## Popis

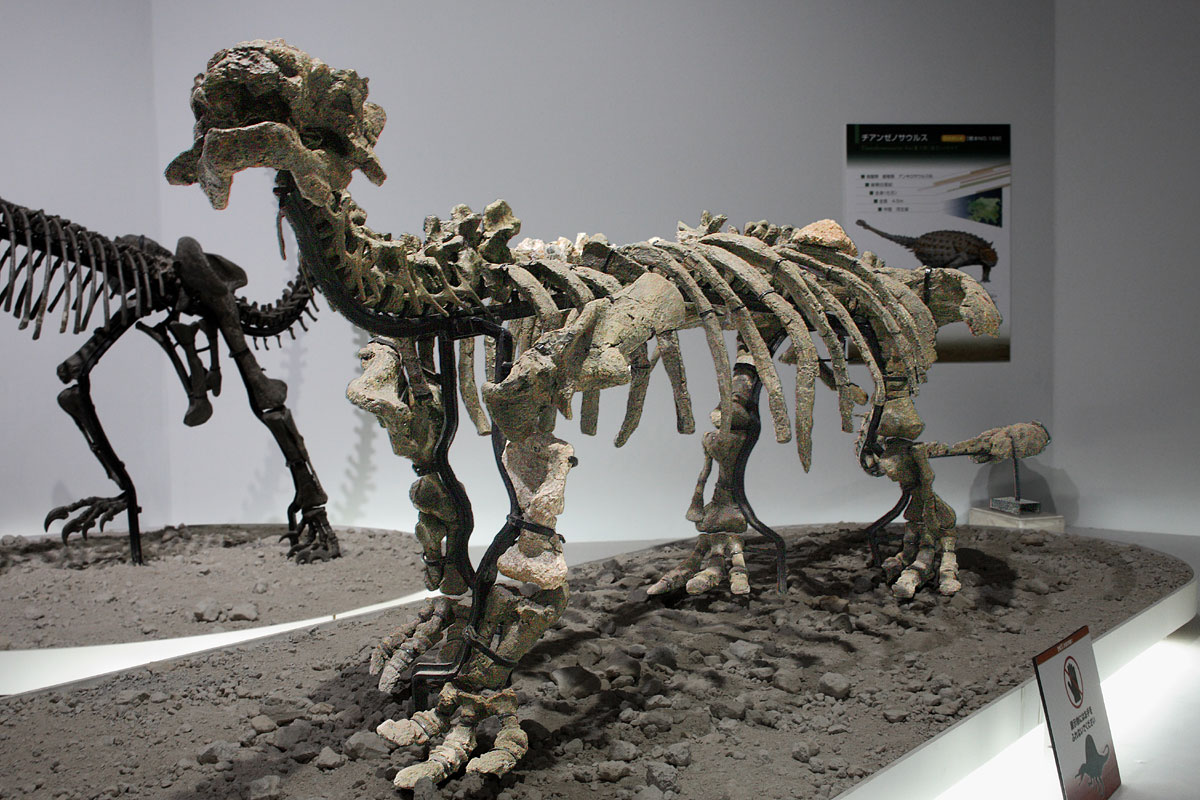
Tianzhenosaurus youngi – ankylosauridní tyreofor, objevený v souvrství Chuej-čchüan-pchu

Ve vrstvách této geologické formace z období pozdní křídy jsou objevovány dinosauří fosilie již od 80. let 20. století. Zatím bylo odtud popsáno pět platných dinosauřích druhů, jmenovitě ankylosauři Tianzhenosaurus youngi a Shanxia tianzhenensis (oba 1998), dále sauropod Huabeisaurus allocotus (2000), hadrosauroid Datonglong tianzhenensis (2016) a tyranosauroid Jinbeisaurus wangi (2019). Původně bylo stáří tohoto souvrství považováno za eocenní (56 až 34 milionů let před současností), dnes ale paleontologové předpokládají, že je nepochybně svrchnokřídové (geologické věky cenoman až kampán). Přesnější datace zatím není k dispozici, rozptyl odhadů geologického stáří nového dinosaura proto činí téměř třicet milionů let (zhruba před 99 až 71 miliony let).